# Ilha de São Miguel
São Miguel é a maior das ilhas do arquipélago dos Açores e a maior de todas as ilhas integrantes do território de Portugal. Com uma superfície de 748,82 km², mede 64,7 quilómetros de comprimento e de 8–15 km de largura e conta com uma população de 137 699 habitantes (2011), havendo esta crescido 4,4%, relativamente ao que se registou no Censo de 2001, de acordo com os dados estatísticos do Censo de 2011. É composta pelos concelhos de Lagoa, Nordeste, Ponta Delgada, Povoação, Ribeira Grande e Vila Franca do Campo.
Ao natural, ou habitante, da ilha de São Miguel, dá-se o nome de micaelense.

## História

### Descoberta e povoamento
Acredita-se que a ilha tenha sido descoberta entre 1426 e 1439 já se encontrando assinalada em portulanos de meados do século XIV como "Ilha Verde". O seu descobrimento encontra-se assim descrito:
"O Infante D. Henrique, desejando conhecer se haveria ilhas ou terra firme nas regiões afastadas do Oceano Ocidental, enviou navegadores. (...) Foram e viram terra a umas trezentas léguas a ocidente do cabo Finisterra e viram que eram ilhas. Entraram na primeira, acharam-na desabitada e, percorrendo-a, viram muitos açores e muitas aves; e foram à segunda, que agora é chamada de S. Miguel, onde encontraram também aves e açores e, além disso, muitas águas quentes naturais."
Constituiu uma capitania única com a ilha de Santa Maria, tendo como primeiro capitão do donatário Gonçalo Velho Cabral. O seu povoamento iniciou-se em 1444, a 29 de Setembro, dia da dedicação do Arcanjo São Miguel, então patrono de Portugal e santo da especial devoção do Infante D. Pedro, então Regente do Reino, e que dá o nome à ilha.

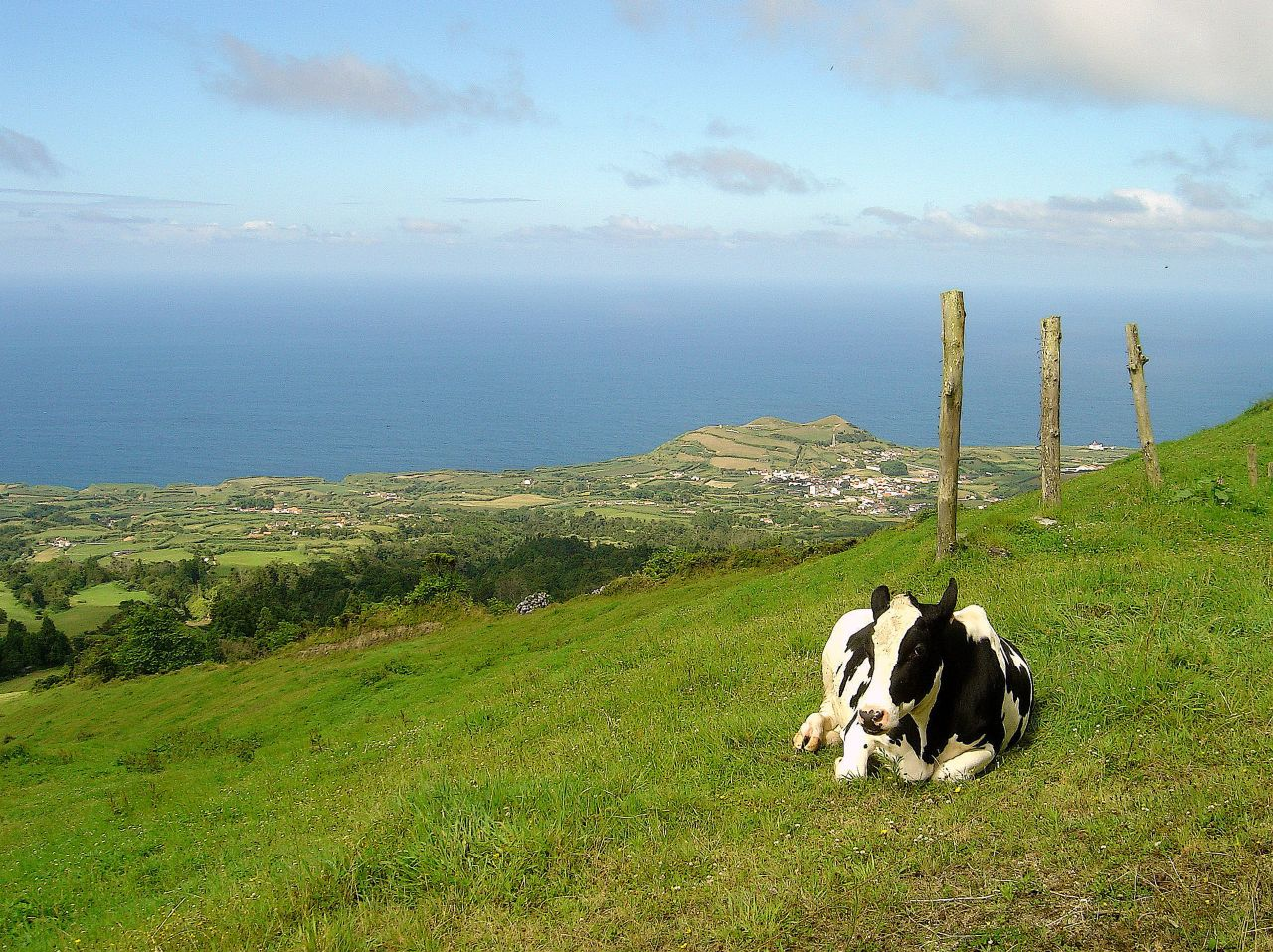
Paisagem típica da região ocidental da ilha de São Miguel. Em segundo plano, a localidade dos Ginetes.

Os primeiros povoadores desembarcaram entre "duas frescas ribeiras de claras, doces e frias águas, entre rochas e terras altas, todas cobertas de alto e espesso arvoredo de cedros, louros, ginjas e faias". Trouxeram consigo gado, aves e sementes de trigo e legumes e outras coisas necessárias. Fundaram então, a primeira "povoação de gente" na ilha que, mais tarde, ficaria conhecida apenas por Povoação Velha de S. Miguel, onde se ergueu a primitiva Igreja de Santa Bárbara, no local onde foi dita a primeira missa seca. Posteriormente, percorrendo a costa para oeste, encontraram uma planície à beira e ao nível do mar, que lhes agradou e onde decidiram fixar-se. A povoação ficou conhecida como "do Campo", e em pouco tempo receberia o estatuto de "vila franca" (isenta de tributos excepto o devido à Coroa de Portugal), o que contribuiu para atrair mais povoadores.
Entre os nomes destes primeiros povoadores registam-se os de Jorge Velho, Gonçalo Vaz Botelho, o Grande e Afonso Anes, o Cogumbreiro, Gonçalo de Teves Paim e seu irmão Pedro Cordeiro
Visando atrair mais povoadores para esta ilha, de maiores dimensões e características geológicas mais dinâmicas do que Santa Maria, foi necessário oferecer maior incentivo ao povoamento, o que veio a ser expresso por carta régia de 20 de abril de 1447, pela qual se isentam os moradores desta ilha da dízima de todos os géneros nela produzidos:
"Dom Afonso, etc. A quantos esta carta virem (...). Temos por bem e quitamos deste dia para todo sempre a todos os moradores que ora vivem e moram, ou morarem daqui em diante em a dita ilha de todo o pão e vinho e pescados e medeiras e legumes e todas as outras coisas que nela houverem e trouxerem a estes nossos reinos por qualquer forma. (...)"
Aos primeiros povoadores juntar-se-ão outros, oriundos principalmente da Estremadura, do Alto Alentejo, do Algarve e da Madeira. Posteriormente, alguns estrangeiros também se instalam, nomeadamente franceses, e minorias culturais como judeus e mouros.

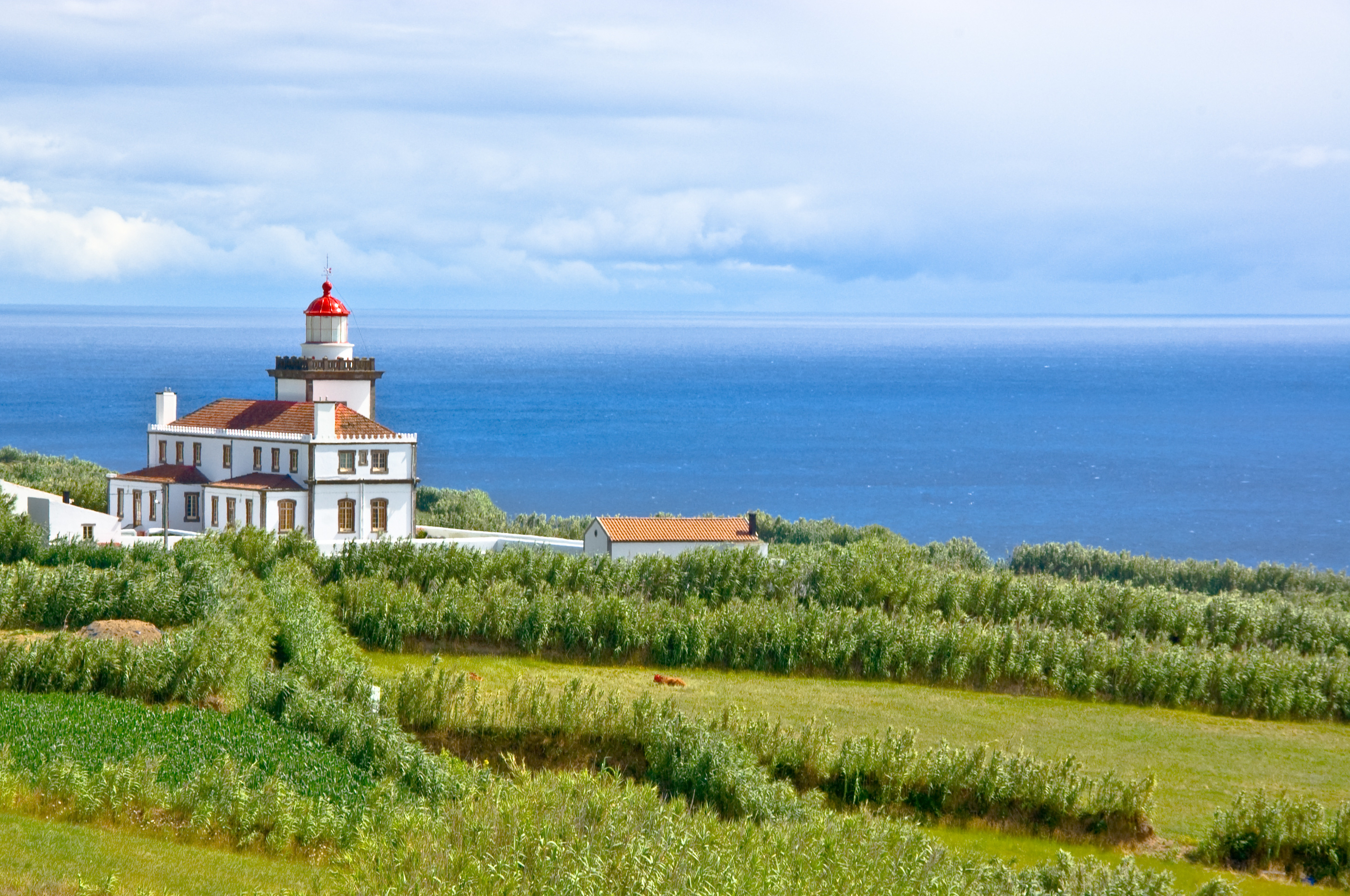
O Farol da Ponta da Ferraria, situado na freguesia dos Ginetes, marca o ponto mais ocidental da ilha de São Miguel.

A posição geográfica e a fertilidade dos solos permitiram um rápido desenvolvimento económico, baseado no setor primário, voltado para o abastecimento das guarnições militares portuguesas no Norte d'África e na produção de açúcar e de urzela, um corante exportado para a Flandres. O sobrinho de Gonçalo Velho Cabral, João Soares de Albergaria, sucedeu-lhe no cargo. À época de Albergaria, anteriormente a 1472, receberam foral de vilas as localidades de Vila do Porto e de Vila Franca do Campo, as mais antigas dos Açores.
Por motivo de doença de sua esposa, D. Brites Godins, deslocou-se com ela para a Ilha da Madeira, em busca de clima mais favorável, sendo acolhidos pela família do capitão do Funchal, João Gonçalves da Câmara de Lobos. Aí foi decidida a venda da capitania de São Miguel, por 2 000 cruzados em espécie e 4 000 arrobas de açúcar. Este contrato teve a anuência da Infanta D. Beatriz, tutora do donatário, D. Diogo, duque de Viseu, conforme carta de 10 de março de 1474, sendo ratificada pelo soberano nestes termos:
"Fazemos saber que Rui Gonçalves da Câmara, cavaleiro da Casa do Duque de Viseu, meu muito amado primo, e prezado sobrinho nos disse como lhe per a Infanta Dona Beatriz, sua madre e tutor, em nome seu, era feita a doação da capitania da ilha de San Miguel para sempre aprovamos e confirmamos a dita doação.".
Ficaram assim definitivamente separadas as capitanias de São Miguel e Santa Maria.
Vila Franca do Campo, mais importante porto comercial da ilha, considerada sua primeira capital, e onde esteve localizada a alfândega até 1528, foi arrasada pelo grande terramoto de 22 de outubro de 1522, em que se estima terem perecido 4 000 pessoas. Após a tragédia, os sobreviventes transferiram-se para a povoação de Ponta Delgada, logrando obter do soberano os mesmos privilégios de que gozava cidade do Porto, conforme já o gozavam os de Vila Franca do Campo, iniciando-se o seu desenvolvimento, de tal modo próspero, que Ponta Delgada foi elevada a cidade por Carta-Régia passada em 1546, tornando-se capital da ilha.
No contexto da crise de sucessão de 1580, aqui tiveram lugar lutas entre os partidários de D. António I de Portugal e de Filipe II de Espanha, culminando na batalha naval de Vila Franca, ao longo do litoral sul da ilha (26 de Julho de 1582), com a vitória dos segundos. Após a batalha, D. Álvaro de Bazán, marquês de Santa Cruz de Mudela, desembarcou em Vila Franca do Campo, onde estabeleceu o seu quartel general e de onde fez supliciar por enforcamento cerca de 800 prisioneiros franceses e portugueses, no maior e mais brutal massacre jamais ocorrido nos Açores.
Pelo apoio dispensado à causa de Filipe II, a família Gonçalves da Câmara, na pessoa de Rui Gonçalves da Câmara, capitão do donatário, recebeu o título de conde de Vila Franca por alvará de 17 de Junho de 1583.

### O século XVII

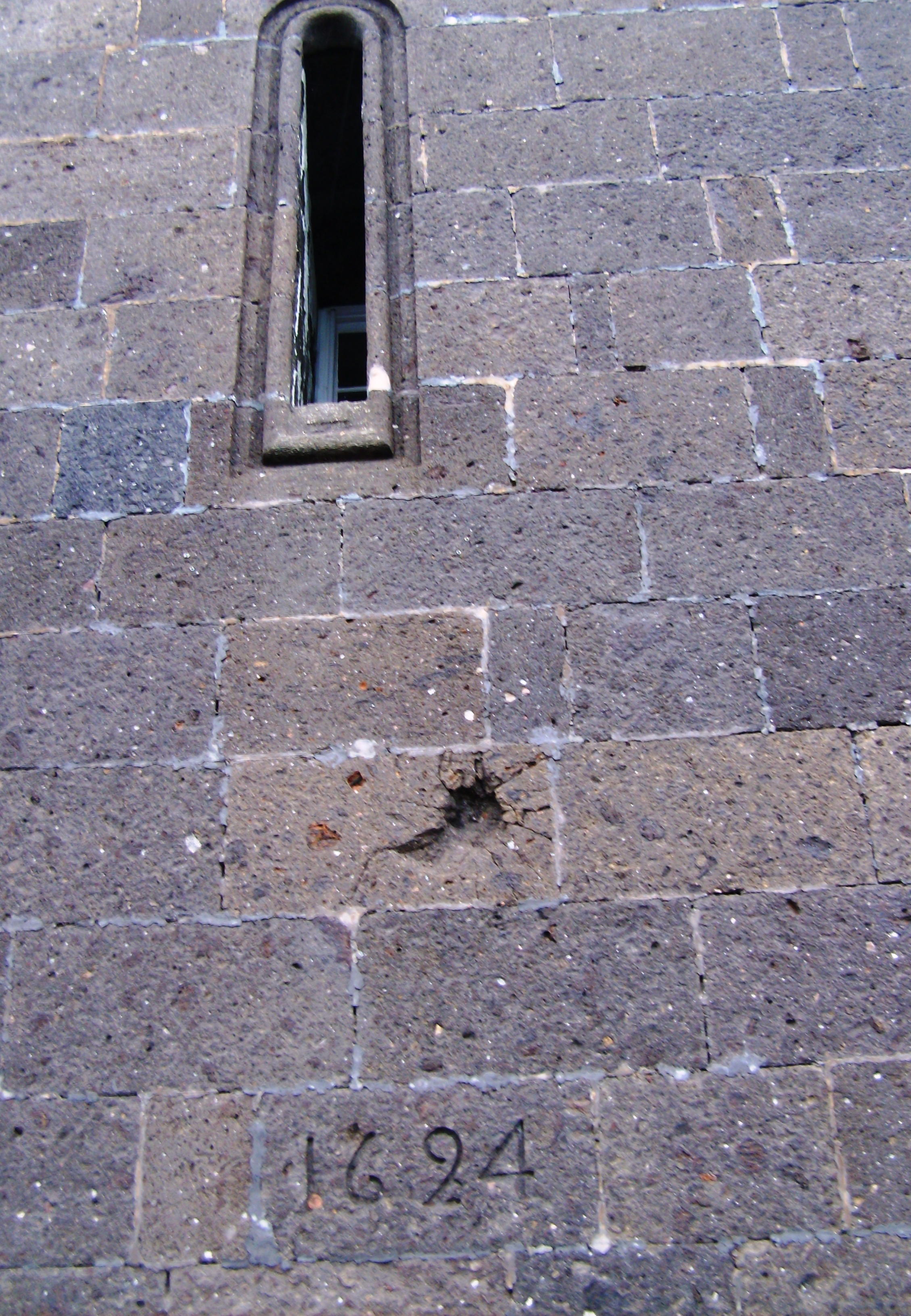
A Igreja de São Miguel Arcanjo (Vila Franca do Campo) contém a marca do impacto de um projétil de artilharia no alçado da torre sineira voltado para o mar.

Durante a Dinastia Filipina, o litoral sul da ilha foi palco da batalha Naval de Vila Franca (26 de julho de 1582), com a derrota portuguesa e o massacre exemplar de centenas de franceses por ordem do marquês de Santa Cruz de Mudela.
Entre os ataques de corsários à ilha no período, destacam-se o da armada inglesa sob o comando de Robert Devereux, 2º Conde de Essex, no Outono de 1597, que ascendia a cem velas, na sequência dos ataques às ilhas do Faial e do Pico. Mais tarde, um outro ataque deixou como testemunha a marca do impacto de um projétil de artilharia no alçado da torre sineira voltado para o mar da Igreja de São Miguel Arcanjo em Vila Franca do Campo, tendo abaixo dele sido inscrita a data: 1624.
Com a Restauração da Independência Portuguesa (1640), a ilha recuperou a sua posição como centro comercial, estreitando contactos com o Brasil, para onde enviou muitos colonos.

### O século XVIII

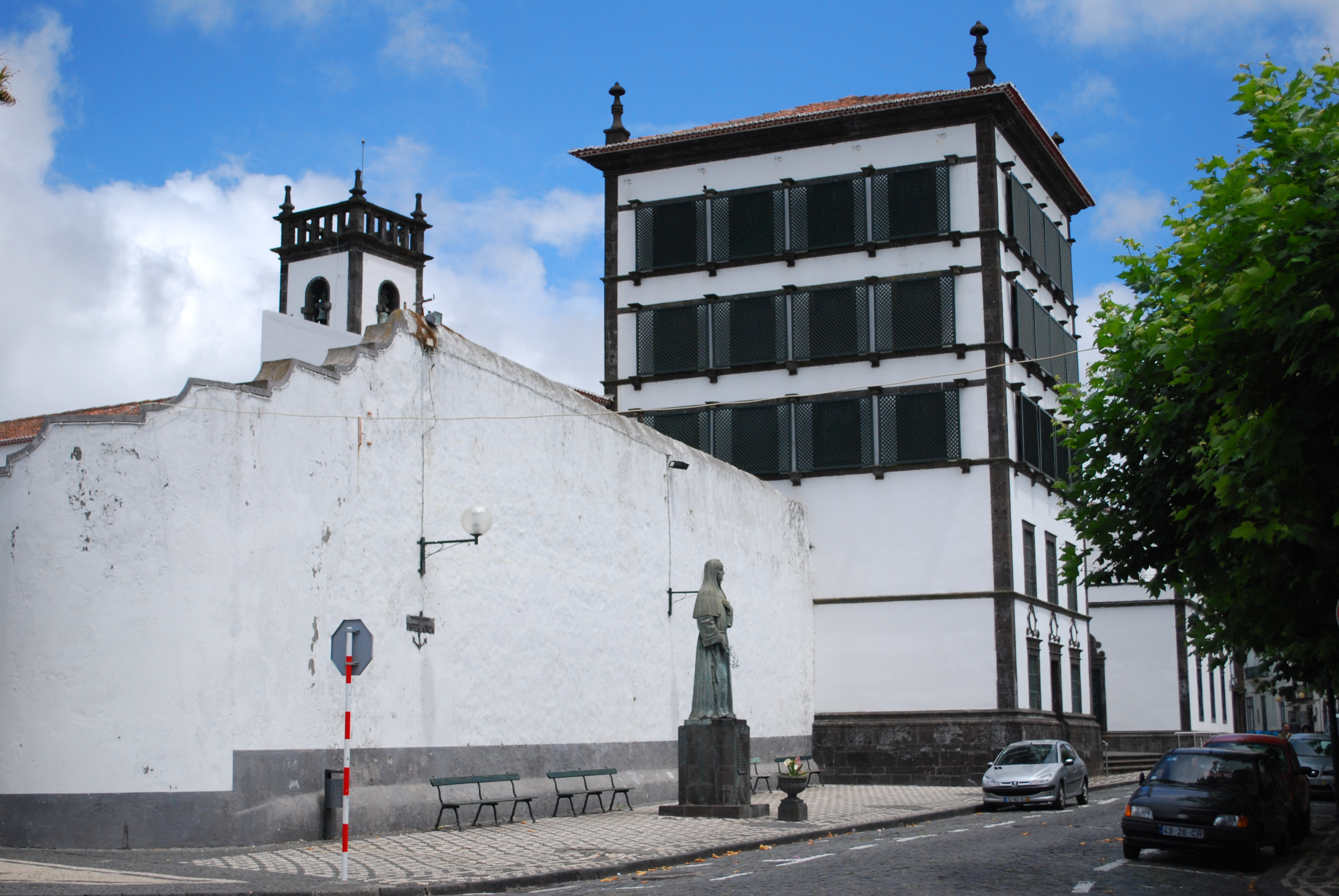
Estátua da Venerável Madre Teresa da Anunciada junto ao Convento de Nossa Senhora da Esperança (Ponta Delgada).

Datam deste período muitos dos edifícios históricos da ilha, nomeadamente solares e igrejas, exibindo elaboradas cantarias, delicados azulejos e ricas talhas que podem ser apreciados até aos nossos dias. Essa expansão arquitetónica é justificada pelos lucros obtidos com a produção de laranjas para exportação, cujo principal mercado era a Grã-Bretanha.

### O século XIX
No contexto da Guerra Civil Portuguesa (1828–1834), após o desembarque das forças Liberais no Pesqueiro da Achadinha (concelho de Nordeste), sob o comando do 7.º conde de Vila Flor (1831), as forças miguelistas foram derrotadas no combate da Ladeira da Velha (3 de agosto de 1831).
Em 1832, partiu de Belle-Isle, na Bretanha, a expedição militar sob o comando de D. Pedro, rumo aos Açores (10 de Fevereiro), e que chegou a São Miguel a 22 de fevereiro. Após organizar o governo regencial na ilha Terceira, em Angra, D. Pedro retornou a São Miguel, para embarcar as suas forças (20 a 22 de junho) que partem (27 de junho) rumo ao Desembarque do Mindelo (8 de julho).
Após o fim do conflito registou-se a chamada Revolta dos Calcetas (1835). No mesmo ano, foi fundado o primeiro periódico em São Miguel. Com a paz foi retomada a anterior expansão económica da ilha.
No contexto da Revolução da Maria da Fonte, em 1846 foi formada uma Junta Governativa no Distrito de Ponta Delgada.

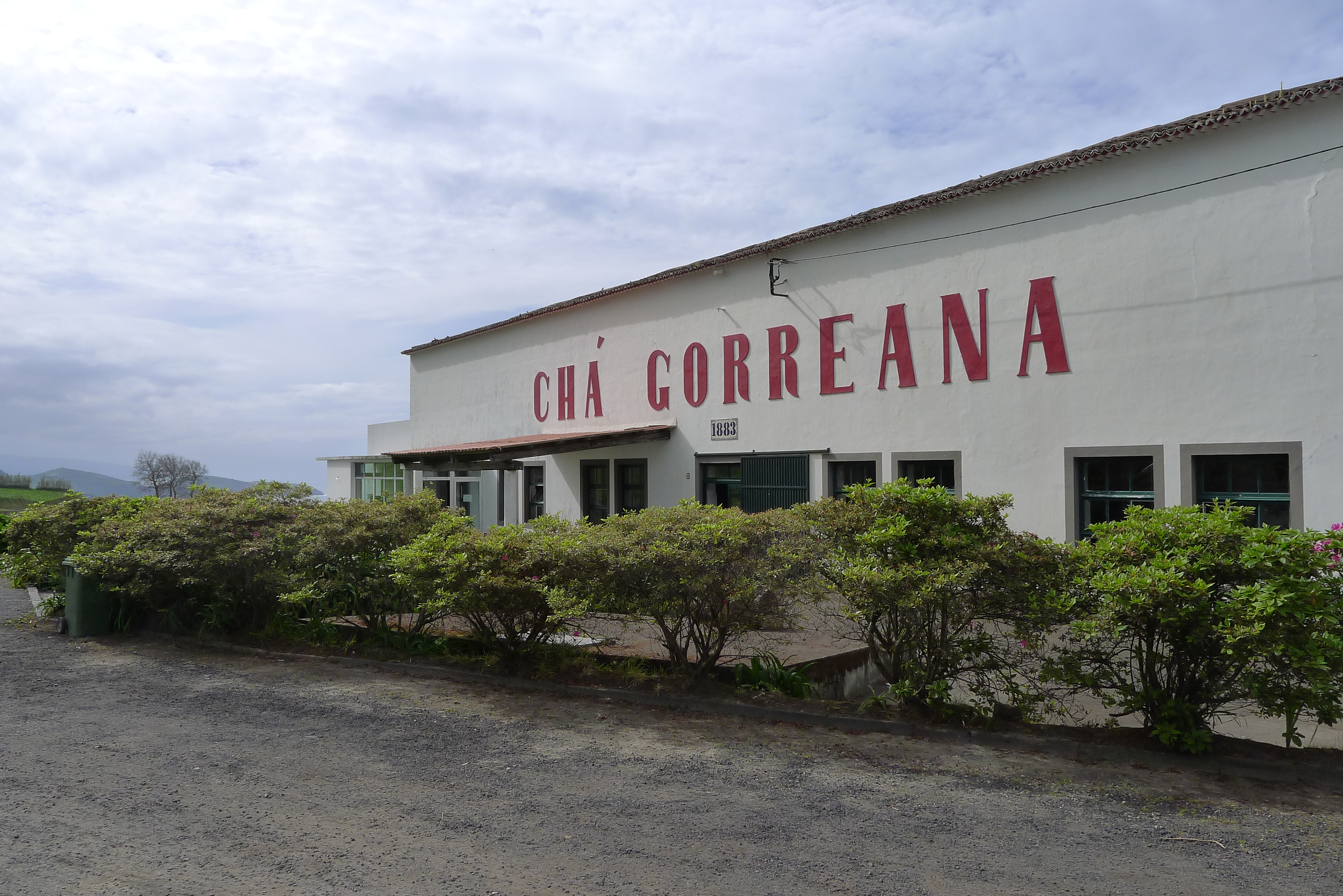
A Fábrica de Chá Gorreana permitiu que a cultura de chá de elevada qualidade fosse desenvolvida na ilha e resultasse na sua exportação para o resto do mundo.

A prosperidade trazida pela produção e exportação da laranja veio a ser abalada quando, em 1860, uma doença exterminou os laranjais. Essa crise foi superada com a introdução de novas culturas como o  tabaco, o chá, a espadana, a chicória, a beterraba e o ananás, a que se juntaram, com o passar dos anos, indústrias ligadas à pesca e à pecuária. Na década de 1860 foi construído o porto de Ponta Delgada, servido pela linha do Porto de Ponta Delgada.
A 8 de Junho de 1893 foi apresentado ao Parlamento Português uma proposta para ligação telegráfica com os Açores. Autorizada, o Estado Português contratou a companhia inglesa Telegraph Construction and Maintenance Company Limited para o lançamento e exploração do cabo submarino. A 19 de agosto desse mesmo ano, pelas 11h40 tocava em Ponta Delgada a ponta do cabo que ligava à estação de Cascais, sendo os serviços oficialmente inaugurados em 27 de agosto de 1893.

### O século XX
No contexto da Primeira Guerra Mundial a cidade de Ponta Delgada e seus arredores foram bombardeadas por 50 obuses de 125mm do "Deutschland", um submarino do Império Alemão, classe U-155 (4 de julho de 1917), sob o comando do capitão Karl Meusel. Além dos danos materiais, o ataque causou a morte de uma jovem de 16 anos (Tomásia Pacheco) e alguns feridos na Canada do Pilar, na Fajã de Cima. A unidade naval alemã foi repelida pelo fogo de artilharia (15 tiros) do navio carvoeiro estadunidense "Orion" estacionado na doca, apoiado pela artilharia portuguesa em terra, na Madre de Deus (4 tiros).

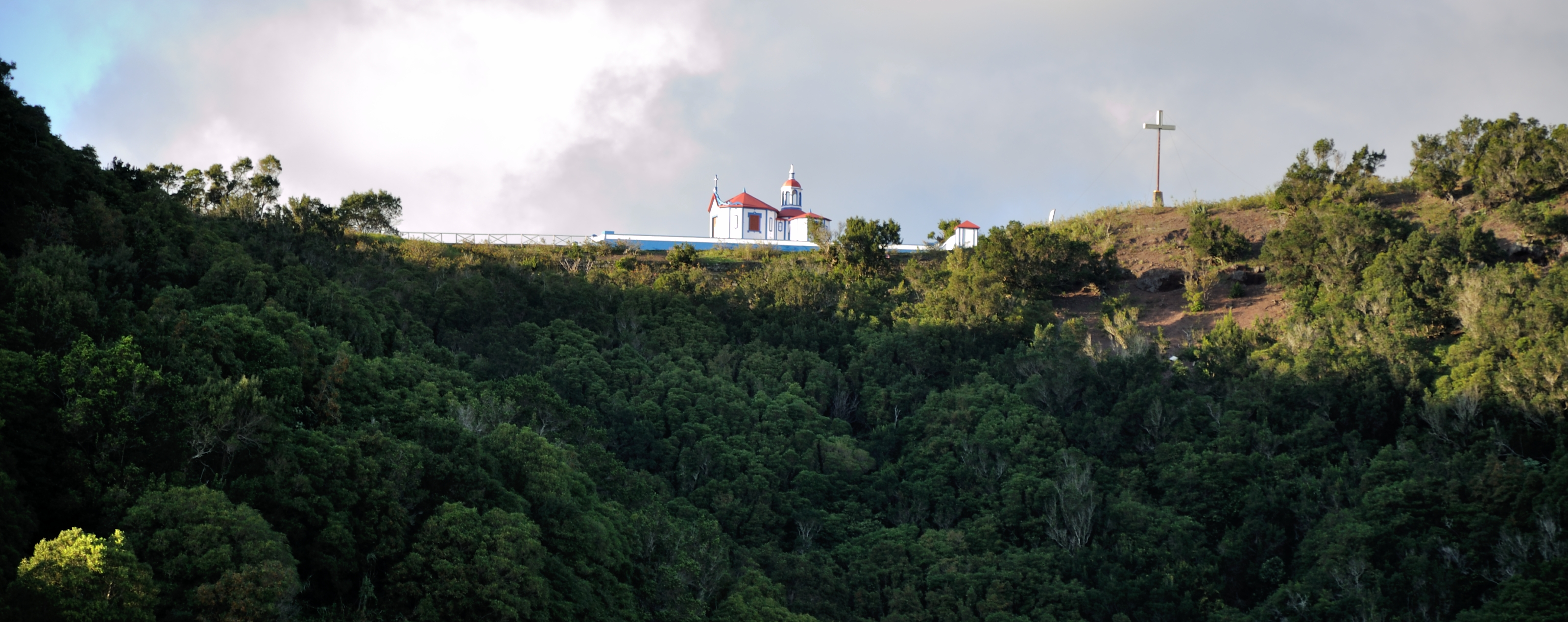
A Ermida de Nossa Senhora do Monte Santo, o local das aparições de Nossa Senhora a uma menina da ilha.

O ano de 1918 marcou profundamente a localidade de Água de Pau e seus arredores devido às aparições marianas decorridas no Monte Santo e relatadas pela menina Joana Tavares da Costa. A notícia terá causado um grande alvoroço entre os habitantes da ilha, dando mesmo lugar a que uma grande multidão se dirigisse ao local. No dia 5 de julho de 1918, uma Sexta-feira, na parte da tarde, perante cerca de doze mil pessoas, uma extraordinária visão do sol terá deixado entrever as figuras de Nossa Senhora e de Jesus, de anjos e até os contornos de uma igreja. A menina vidente adoeceu a 18 de Setembro seguinte, e previu a sua morte, que teve lugar a 6 de Outubro desse mesmo ano. Para recordar o sucedido, os pais da menina decidiram edificar uma ermida no local da aparições (a Ermida de Nossa Senhora do Monte Santo), a qual ficou concluída em setembro de 1931, conforme inscrição numa lápide na parte posterior do edifício.
A partir desse ataque, foi instalada uma base naval estadunidense em Ponta Delgada, que se manteve em operação até setembro de 1919. Nesse período, cerca de 2 000 navios demandaram o porto. O abastecimento a essas embarcações e a milhares de militares em trânsito, preservou a economia da ilha das dificuldades da guerra e permitiu a formação de algumas pequenas fortunas. A circulação de dólares e de libras em abundância permitiu que, entre 1914 e 1924 o número de casas bancárias passasse de 6 para 20, em paralelo à abertura de diversos cafés, restaurantes e outros espaços de diversão. Do mesmo modo, registaram-se investimentos de capitais em fábricas de maiores dimensões e na criação de companhias de transporte marítimo.
De maneira geral, o desenvolvimento da indústria da pesca e do beneficiamento de produtos agrícolas ajudou a incrementar a economia da ilha até aos nossos dias.
Atualmente, São Miguel constitui-se em um dos centros político-administrativos mais dinâmicos do arquipélago e sede do Governo Regional dos Açores.

## Geografia

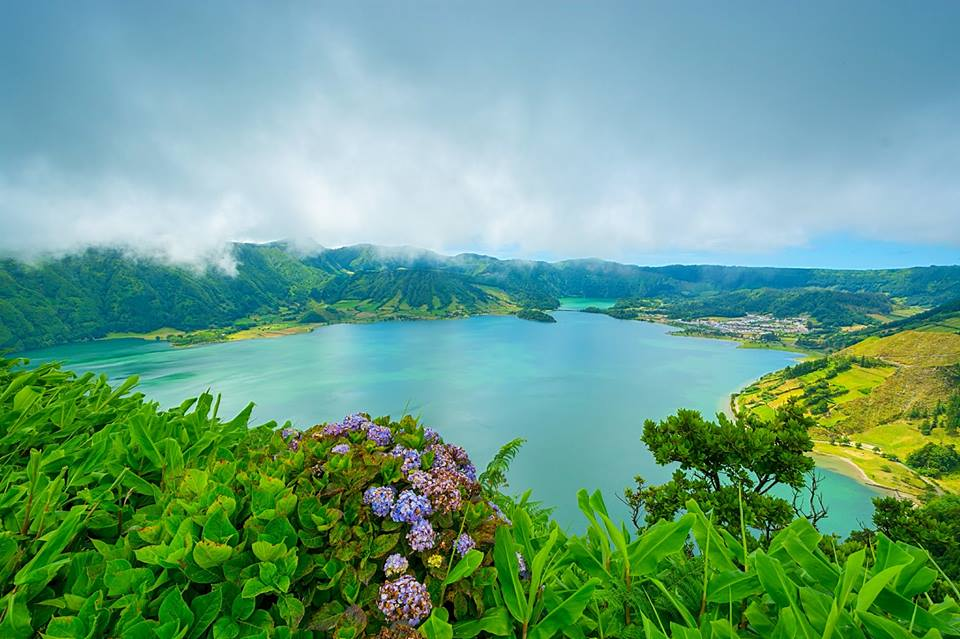
A Lagoa das Sete Cidades.

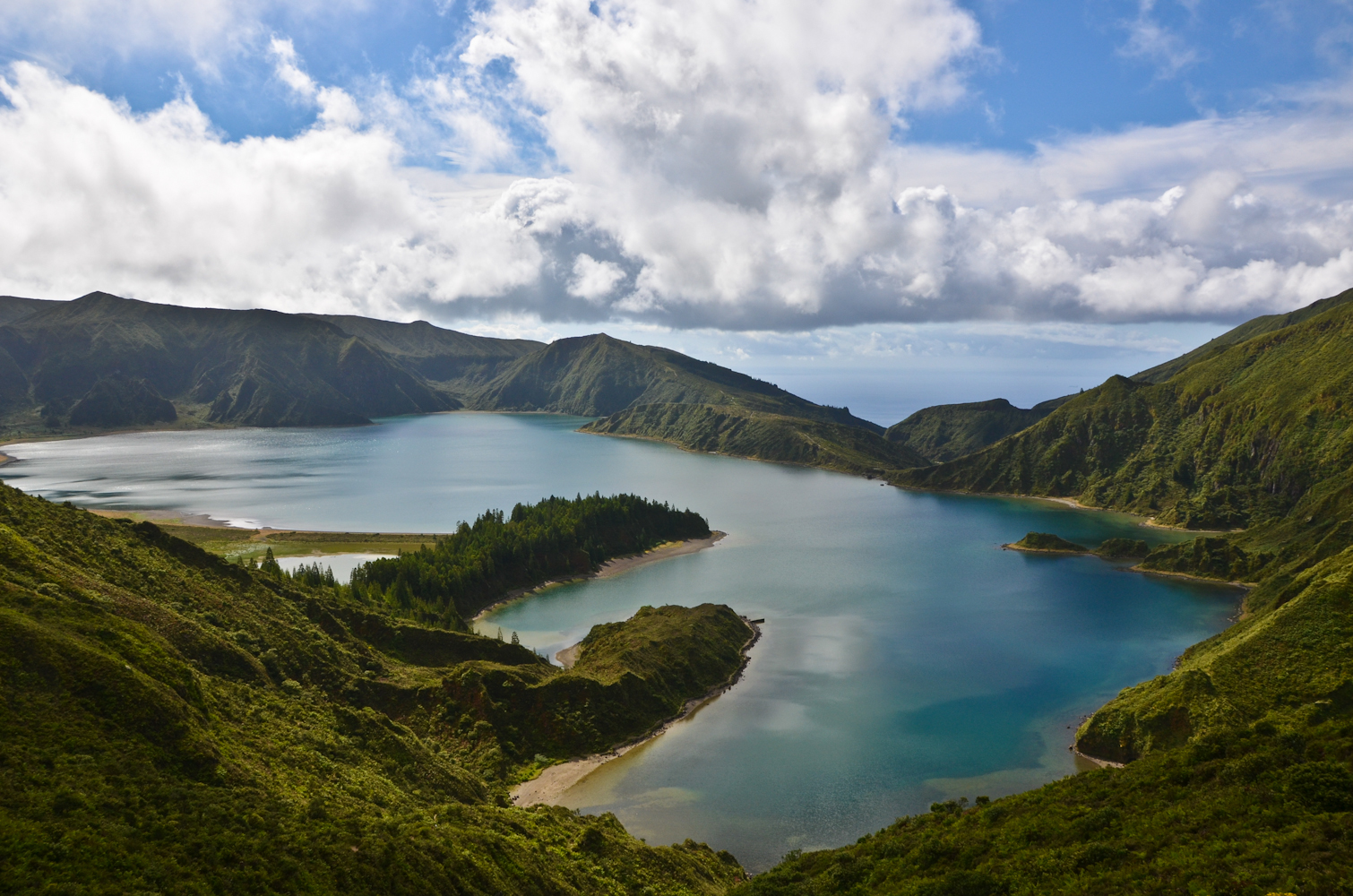
Lagoa do Fogo, na região centro da ilha.

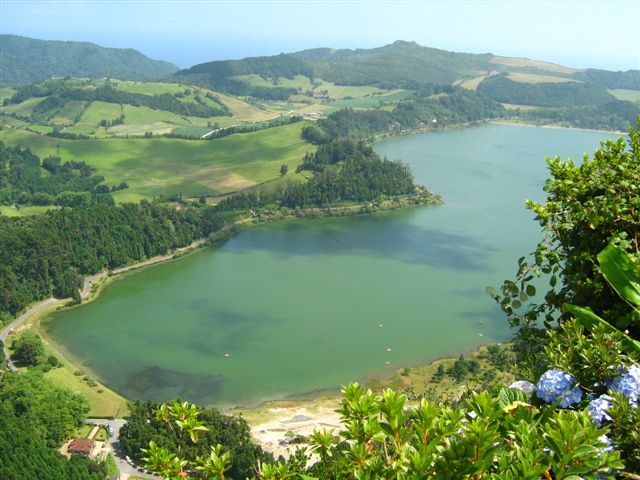
Lagoa das Furnas, região ocidental da ilha.

### Relevo
A ilha, de natureza vulcânica, sujeita a atividade sísmica, apresenta relevo montanhoso, sobretudo no seu interior, dominado pelo pico da Vara, sendo recortada por vales, grotas e ribeiras — únicos cursos de água. A origem vulcânica é presente na tipologia das rochas e terrenos de "biscoito" (produzidos por camadas onduladas de lava) e "mistérios" (por lavas esponjosas, onde proliferam os musgos e as ervas) — típicos no arquipélago —, e fumarolas-sulfataras permanentes, como as do Vale das Furnas e na Ribeira Grande. O fundo de crateras de antigos vulcões extintos servem de leito a belas lagoas como a Lagoa das Sete Cidades, a Lagoa do Fogo, e a Lagoa das Furnas. Essa combinação de fatores propicia a que no Vale das Furnas sejam reputadas as suas águas minero-medicinais.
As formações de relevo, na ilha são complementadas ainda pela presença das chamadas "lombas" — formas de relevo ligeiramente aplainadas — e de picos — formas de relevo relativamente aguçadas.

### Clima
Como as demais ilhas do arquipélago, o clima de São Miguel é temperado oceânico. O Atlântico e a Corrente do Golfo funcionam como moderadores da temperatura — a maritimidade — conferindo a ilha e ao arquipélago em geral uma pequena amplitude térmica. A pluviosidade distribui-se regularmente ao longo do ano, embora seja mais abundante na estação fresca.
No Inverno, também como as demais ilhas do arquipélago, é assolada por fortes ventos que sopram predominantemente do sudoeste, enquanto que no Verão se deslocam para o quadrante Norte. O céu apresenta-se geralmente com nebulosidade, o que causa insolação variável.

### Vegetação

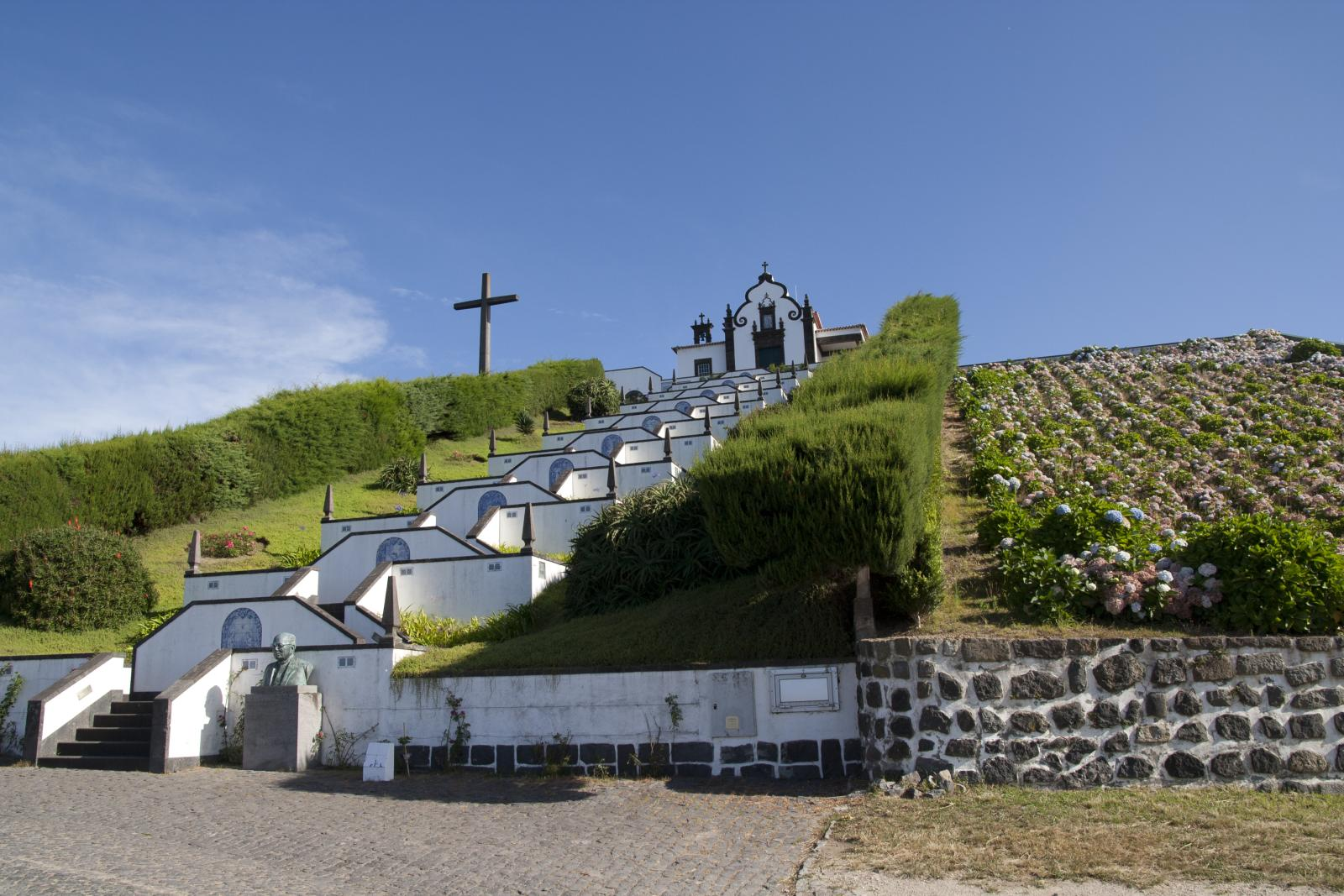
O Santuário de Nossa Senhora da Paz em Vila Franca do Campo está rodeado de flores (hortênsias), as quais são bastante características na vegetação da ilha.

Graças ao seu clima temperado e húmido, a ilha recebeu bem as mais variadas espécies introduzidas pelos povoadores ao longo dos séculos. A obra "Flores", de Erik Sjögren regista cerca de 850 plantas vasculares, das quais apenas 56 endémicas, algumas referidas por Gaspar Frutuoso, que relatou:
"Estava esta ilha, logo que se achou, muito cheia de alto, fresco e grosso arvoredo, de cedros, louro, ginjas, sanguinho, faias, pau branco e outra sorte de árvores; (…)" (in: Saudades da Terra, Livro IV, vol. II. Ponta Delgada, 1931. cap. LV, p. 25.)
A densa cobertura vegetal que caracterizava a ilha à época do seu descobrimento, deu lugar, com o povoamento, à abertura de campos de cultivo, consumida historicamente como fonte energética e de material de construção das populações. Paralelamente foram sendo introduzidas novas espécies conforme os interesses económicos da Coroa portuguesa, como o trigo, o linho e o pastel, entre tantas outras.
Na vegetação da ilha de São Miguel é muito comum encontrar as flores chamadas hortências (Hydrangea macrophylla).

### Flora
No arquipélago podem encontrar-se cerca de 60 espécies endémicas de plantas, arbustos e árvores. As condições particulares que lá se podem encontrar proporcionaram que tais espécies ou derivações de espécies fossem lá exclusivas. Nestas incluem-se o Louro, o Queiró, a Urze e o Cedro. Para mais, cerca de 700 espécies foram sendo introduzidas nas ilhas com o passar dos séculos, quer com fins comerciais, quer com fins decorativos/estéticos. O clima particularmente ameno das ilhas significa que muitas destas espécies, que teriam enorme dificuldade de sobrevivência noutras regiões, aqui se desenvolvem com um vigor pouco habitual.
A acrescentar um encanto especial às ilhas estão algumas flores, como as Hortênsias, as Camélias ou as Azáleas que são usadas como divisões naturais de propriedades, como quebra-ventos ou simplesmente a fazer a bordadura das estradas. Mesmo nas zonas mais remotas a vegetação desta parte da Macaronésia empresta à sua paisagem uma beleza única. O Mogno, o Louro, o Sanguinho entre outros fazem parte deste rico lote de vegetação.
O Cedro, que em tantos sítios por esse mundo fora mais não é que um arbusto, nos Açores tornam-se árvores de maior porte e inclusive de madeira comercializável. Outras como a Acácia ou a Criptoméria, introduzida no arquipélago há pouco mais de um século ganharam também elas importância comercial de relevo (inclusive como produto de exportação).

### Fauna
Actualmente não se pode dizer que haja nos Açores espécies endémicas no sentido estrito do termo, ou seja, espécies das quais se possa afirmar serem originárias do arquipélago. Todavia algumas espécies que foram sendo introduzidas nos Açores acabaram por se desenvolver de uma forma única, sobretudo em termos de coloração e dimensão, tornando-se assim em subespécies específicas do arquipélago.
Estando situadas numa posição óptima nos cursos migratórios de muitas aves que voam de norte a sul, de este a oeste do globo, atravessando o Atlântico, as ilhas dos Açores ganham importância relevante para estas aves que nelas encontram um ponto seguro de descanso, nidificação e reprodução. Muitas nidificam nas falésias junto ao mar, nos ilhéus, junto às lagoas ou até nas zonas mais remotas do interior das ilhas.
O priolo, uma pequena ave que outrora se julgou estar extinta, foi redescoberta no seu habitat natural dos Açores, a Serra da Tronqueira, em São Miguel, e é hoje uma das espécies mais arduamente protegidas.
Entre as espécies de aves que se conseguiram adaptar bem ao arquipélago contam-se também o Milhafre, o Corvo, o Canário-da-terra, o Pombo-da-rocha, o pombo-torcaz, o cagarro, o garajau etc.
A doninha-anã, o Furão, o Ouriço-cacheiro e o Coelho selvagem são, por seu turno espécies de mamíferos bastante comuns, sendo este último considerado inclusive uma espécie de caça desportiva.
Já na água doce, em ribeiras e lagoas é normal encontrar-se algumas espécies de trutas desde a Truta-comum à Truta-arco-íris, Percas, Carpas e Lúcios. São espécies que não só entram nos roteiros de pesca desportiva como nos roteiros gastronómicos.
Uma espécie que merece um destaque especial entre as que se adaptaram otimamente às condições particulares dos Açores é precisamente o Cão-de-fila, que é hoje uma raça de cão de vigia reconhecida nacional e internacionalmente. É um cão extremamente inteligente, leal, resistente e trabalhador, cuja função principal tem sido tradicionalmente manter a vigia e a guarda do gado das ilhas. São uma raça aprovada pelo Clube Canino Português desde 1984.

## Municípios e freguesias
Administrativamente, a ilha de São Miguel é dividida em seis municípios (concelhos) e 64 freguesias.
| Município            | Área km² | População (2021) | Freguesias (2013) |
| -------------------- | -------- | ---------------- | --- |
| Lagoa                | 45,6     | 14189            | 5 freguesias: - Água de Pau - Cabouco - Nossa Senhora do Rosário - Ribeira Chã - Santa Cruz |
| Nordeste             | 99,9     | 4368             | 9 freguesias: - Achada - Achadinha - Algarvia - Lomba da Fazenda - Nordeste - Salga - Santana - Santo António de Nordestinho - São Pedro de Nordestinho |
| Ponta Delgada        | 233,0    | 67229            | 24 freguesias: - Ajuda da Bretanha - Arrifes - Candelária - Capelas - Covoada - Fajã de Baixo - Fajã de Cima - Fenais da Luz - Feteiras - Ginetes - Livramento - Mosteiros - Pilar da Bretanha - Relva - Remédios - Santa Bárbara - Santa Clara - Santo António - São José - São Pedro - São Roque - São Sebastião - São Vicente Ferreira - Sete Cidades |
| Povoação             | 108,0    | 5791             | 6 freguesias: - Água Retorta - Faial da Terra - Furnas - Nossa Senhora dos Remédios - Povoação - Ribeira Quente |
| Ribeira Grande       | 180,2    | 31388            | 14 freguesias: - Calhetas - Conceição - Fenais da Ajuda - Lomba da Maia - Lomba de São Pedro - Maia - Matriz - Pico da Pedra - Porto Formoso - Rabo de Peixe - Ribeira Seca - Ribeirinha - Santa Bárbara - São Brás |
| Vila Franca do Campo | 78,0     | 10323            | 6 freguesias: - Água de Alto - Ponta Garça - Ribeira das Tainhas - Ribeira Seca - São Miguel - São Pedro |

Fonte: Serviço Regional de Estatística dos Açores (SREA).

## Economia
A criação animal é bastante importante na economia local. Em São Miguel atinge-se quase a média de uma cabeça de gado bovino por pessoa. E sendo a agropecuária uma das principais fontes de rendimento da região, o leite fresco é a principal matéria-prima usada pela indústria de transformação que tem no queijo, na manteiga, no leite pasteurizado e em pó os principais produtos de exportação daí derivados. A carne de bovino é outra mais-valia da economia açoriana sendo exportados carne de elevada qualidade para a Madeira e Portugal continental. No mercado regional há ainda produção/criação aviária e suína. 
A indústria pesqueira apesar da relativa reduzida dimensão tem grande potencial de crescimento. A zona económica exclusiva dos Açores possui uma rica e diversificada população aquática, oferecendo um vasto leque de peixe fresco para consumo interno e exportação bem como para enlatados. Recentemente, algumas companhias começaram a investir no peixe fumado tanto para os mercados interno e externo. A espécie mais representativa em termos económicos é o atum, a principal apanha das frotas pesqueiras comerciais. Por outro lado, os principais visados na pesca artesanal ou não-industrial são o arenque, o esparídeo, o congro, a abrótea do alto (ou juliana), a cavala.
Num patamar menos representativo da economia regional estão as produções de beterraba, chicória, chá, maracujá, e ananás. Este último (Ananassa Sativus, Lindl) é cultivado em São Miguel, em estufas que abundam sobretudo na Fajã de Baixo (Ponta Delgada), Lagoa e Vila Franca do Campo. Este fruto, que chegou aos Açores vindo da América do Sul em meados do século XIX, era inicialmente tido como mera planta ornamental e era adquirido sobretudo pelas classes altas.

## Turismo

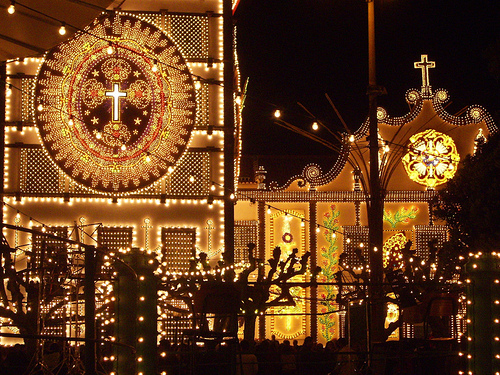
Santuário do Senhor Santo Cristo dos Milagres com a sua iluminação festiva.

A Lagoa das Sete Cidades, com as suas duas lagoas — azul e verde — limitadas por uma caldeira, o ilhéu de Vila Franca, reserva natural, assim como o vale das Furnas, com as suas fumarolas, de águas e lamas quentes e medicinais, são apenas alguns exemplos dos inúmeros pontos atractivos que São Miguel apresenta.
Outro dos pontos de interesse da ilha é a Lagoa do Fogo, que se situa na Serra de Água de Pau, bem como a Lagoa do Congro, localizada a poucos quilómetros da Vila Franca do Campo.
Na zona Este da ilha, fica o Pico da Vara — a maior elevação da ilha — com 1103 metros de altitude. Na zona central, a serra de Água de Pau com 940 metros de altura e na zona Oeste situa-se a Caldeira das Sete Cidades com 850 metros de altitude.

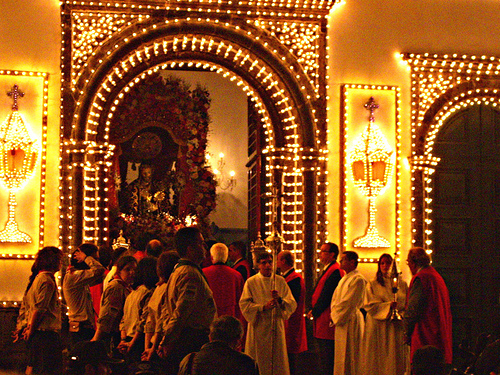
As festas do Senhor Santo Cristo dos Milagres atraem milhares de visitantes anualmente à ilha em turismo religioso.

A cidade de Ponta Delgada mantém ainda as suas igrejas e palácios dos séculos XVI ao XIX. Aqui tem lugar a maior festa religiosa do arquipélago, aonde acorrem milhares de pessoas anualmente: as festas do Senhor Santo Cristo dos Milagres, no quinto Domingo depois da Páscoa, no santuário localizado no interior do Convento de Nossa Senhora da Esperança.
Existe também, anualmente, a peregrinação à Ermida de Nossa Senhora do Monte Santo, situada em Água de Pau, e que marca o local exacto onde decorreram algumas aparições de Nossa Senhora à menina Maria Joana Tavares do Canto.
Outra manifestação religiosa desta ilha são os Romeiros. Por altura da Semana Santa, grupos de algumas dezenas de homens percorrem a ilha a pé, durante oito dias, rezando e cantando em todas as Igrejas e Ermidas que se deparam pelo caminho.
Na margem sul da Lagoa das Furnas foi inaugurado o Centro de Monitorização e Investigação das Furnas (CMIF) que tem por objetivo implementar e divulgar as ações de recuperação ecológica da qualidade da água e do ecossistema da lagoa, no âmbito dos programas e ações do Plano de Ordenamento da Bacia Hidrográfica da Lagoa das Furnas (POBHLF).